# Philydrella drummondii
Philydrella drummondii là một loài thực vật có hoa trong họ Philydraceae. Loài này được L.G.Adams miêu tả khoa học đầu tiên năm 1987.